# Matt Helm il silenziatore
Matt Helm il silenziatore (The Silencers) è un film statunitense del 1966 diretto da Phil Karlson.
Il film è ispirato al libro omonimo (The Silencers) di Donald Hamilton del 1962.